# اسلاوکو اشتیماتس
اسلاوکو اشتیماتس (انگلیسی: Slavko Štimac؛ زادهٔ ۱۵ اکتبر ۱۹۶۰) یک هنرپیشه اهل صربستان است.
از فیلم‌ها یا برنامه‌های تلویزیونی که وی در آن نقش داشته است می‌توان به اکسیژن، زیرزمین، دالی بل را یادت می‌آید؟، زندگی یک معجزه است، صلیب آهنین و کوریولانوس اشاره کرد.